# Ericeia gonioptila
Ericeia gonioptila là một loài bướm đêm trong họ Erebidae.